# Time after time~꽃잎 흩날리는 거리에서~
〈Time after time~꽃잎 흩날리는 거리에서~〉(일본어: Time after time〜花舞う街で〜 타이무 아후타 타이무 하나마우마치데[*])는 일본 가수 쿠라키 마이의 15번째 CD 싱글로 2003년 3월 5일에 기자 스튜디오에서 발매됐다.
극장판 《명탐정 코난: 미궁의 십자로》 주제가. 또한, 극장판에서 사용된 것과 싱글반에 수록되어있는 것은 인트로가 다르며, 극장판에 사용된 것은 앨범 《If I Believe》에 수록되어있다(후에 10주년 기념의 베스트 음반 《ALL MY BEST》에도 수록된다).
발매 1개월 후인 4월부터 1년간, 현지 교토의 FM국 α-STATION에서 자신의 방송 《MAI-K Baby I Like》를 담당했다.
오노 아이카와 Cybersound에 의한 콜라보레이션 작품은 싱글 A면 곡에서는 2007년 발매한 26번째 싱글 〈Season of love〉까지 3년 11개월 등장하지 않았다. 작곡을 담당한 오노 아이카는 후에
2013년 12월 발매한 앨범 《Silent Passage》로 셀프 커버했다.

## 수록곡
1. Time after time~꽃잎 흩날리는 거리에서~(Time after time〜花舞う街で〜) (4:04)
  - 작사: 쿠라키 마이, 작곡: 오노 아이카, 편곡: Cybersound
2. Natural (4:30)
  - 작사: 쿠라키 마이, 작곡: 오노 아이카, 편곡: Cybersound
3. Time after time~꽃잎 흩날리는 거리에서~ (Instrumental)

## 스태프 크레딧
- 쿠라키 마이: 코러스(#2)
- 자니 리스크: 기타
- 이케다 다이스케: 키보드(#1)
- 미구엘 사 페소아: 키보드(#1)
- 마이클 어프릭: 코러스

| 극장판 《명탐정 코난: 미궁의 십자로》 주제가 |                                                         |                                        |
| 이전 곡: B'z 〈Everlasting〉                 | 쿠라키 마이 〈Time after time(꽃잎 흩날리는 거리에서)〉 | 다음 곡: 아이우치 리나 〈Dream×Dream〉 |